# Makedonska kuhinja
Makedonska kuhinja, ki predstavlja velik vidik balkanske kulinarike, je tradicionalna kulinarika Severne Makedonije. Makedonska kulinarika je pod vplivom turške kulinarike in ima značilnosti drugih balkanskih kulinarik. Relativno toplo podnebje v državi zagotavlja odlične pogoje za rast različnih zelenjadnic, zelišč in sadja. Makedonska kulinarika je znana tudi po raznolikosti in kakovosti mlečnih izdelkov, vin in lokalnih alkoholnih pijač, kot je rakija.      
Tavče gravče in mastika veljata za nacionalno jed in pijačo Severne Makedonije.

## Galerija
- Tavče gravče - nacionalna jed Severne Makedonije
- Gjomleze, pripravljen na pladnju. Običajno je narezana na kose v obliki diamanta
- Bieno Sirenje z olivami
- Turli tava (pečena zelenjava) s pečenim krompirjem in solato
- Solata Makalo
- Jufki, tradicionalne makedonske testenine, običajno postrežene s sirom
- Ohridska postrv na žaru
- Prženi lepčinja, tradicionalni makedonski zajtrk
- Tulumba
- Najbolj znane makedonske alkoholne pijače Mastika, Strumicka Mastika. V Severni Makedoniji se mastika tradicionalno proizvaja na območju Strumice